# Comuna Ribița, Hunedoara
Ribița (în maghiară: Ribice) este o comună în județul Hunedoara, Transilvania, România, formată din satele Crișan, Dumbrava de Jos, Dumbrava de Sus, Ribicioara, Ribița (reședința) și Uibărești.

## Demografie
Componența etnică a comunei Ribița
     Români (95,47%)
     Alte etnii (0,17%)
     Necunoscută (4,36%)
Componența confesională a comunei Ribița
     Ortodocși (91,54%)
     Alte religii (3,42%)
     Necunoscută (5,04%)
Conform recensământului efectuat în 2021, populația comunei Ribița se ridică la 1.170 de locuitori, în scădere față de recensământul anterior din 2011, când fuseseră înregistrați 1.347 de locuitori. Majoritatea locuitorilor sunt români (95,47%), iar pentru 4,36% nu se cunoaște apartenența etnică. Din punct de vedere confesional, majoritatea locuitorilor sunt ortodocși (91,54%), iar pentru 5,04% nu se cunoaște apartenența confesională.

## Politică și administrație
Comuna Ribița este administrată de un primar și un consiliu local compus din 9 consilieri. Primarul, Virgil-Nicolae Dobrin[*], de la Partidul Social Democrat, este în funcție din 1 noiembrie 2024. Începând cu alegerile locale din 2024, consiliul local are următoarea componență pe partide politice:
|  | Partid                          | Consilieri | Componența Consiliului | Componența Consiliului | Componența Consiliului | Componența Consiliului | Componența Consiliului |
|  | ------------------------------- | ---------- | ---------------------- | ---------------------- | ---------------------- | ---------------------- | ---------------------- |
|  | Partidul Social Democrat        | 5          |                        |                        |                        |                        |                        |
|  | Partidul Național Liberal       | 3          |                        |                        |                        |                        |                        |
|  | Alianța pentru Unirea Românilor | 1          |                        |                        |                        |                        |                        |

## Atracții turistice
- Biserica de zid "Sfântul Nicolae" din satul Ribița, construcție 1417, monument istoric
- Biserica de zid "Adormirea Maicii Domnului" din satul Crișan construită între anii 1844 - 1852
- Biserica de lemn "Adormirea Maicii Domnului" din satul Dumbrava de Jos, construcție secolul al XIX-lea, monument istoric
- Biserica de lemn "Nașterea Domnului" din satul Dumbrava de Sus, construcție 1844, monument istoric
- Biserica de lemn "Sfânta Cuvioasă Paraschiva" din satul Ribicioara, construcție 1763, monument istoric
- Biserica de zid "Sfântul Nicolae" din satul Uibărești, construcție secolul al XIX-lea, monument istoric
- Casa natală Crișan
- Bustul lui Crișan
- Rezervația naturală "Cheile Ribiciorei și Uibăreștilor" (20 ha)
- "Peștera Cizmei" din Cheile Ribiciorei

## Personalități născute aici
- Vlaicu Bârna (1913 - 1999), scriitor.

## Imagini

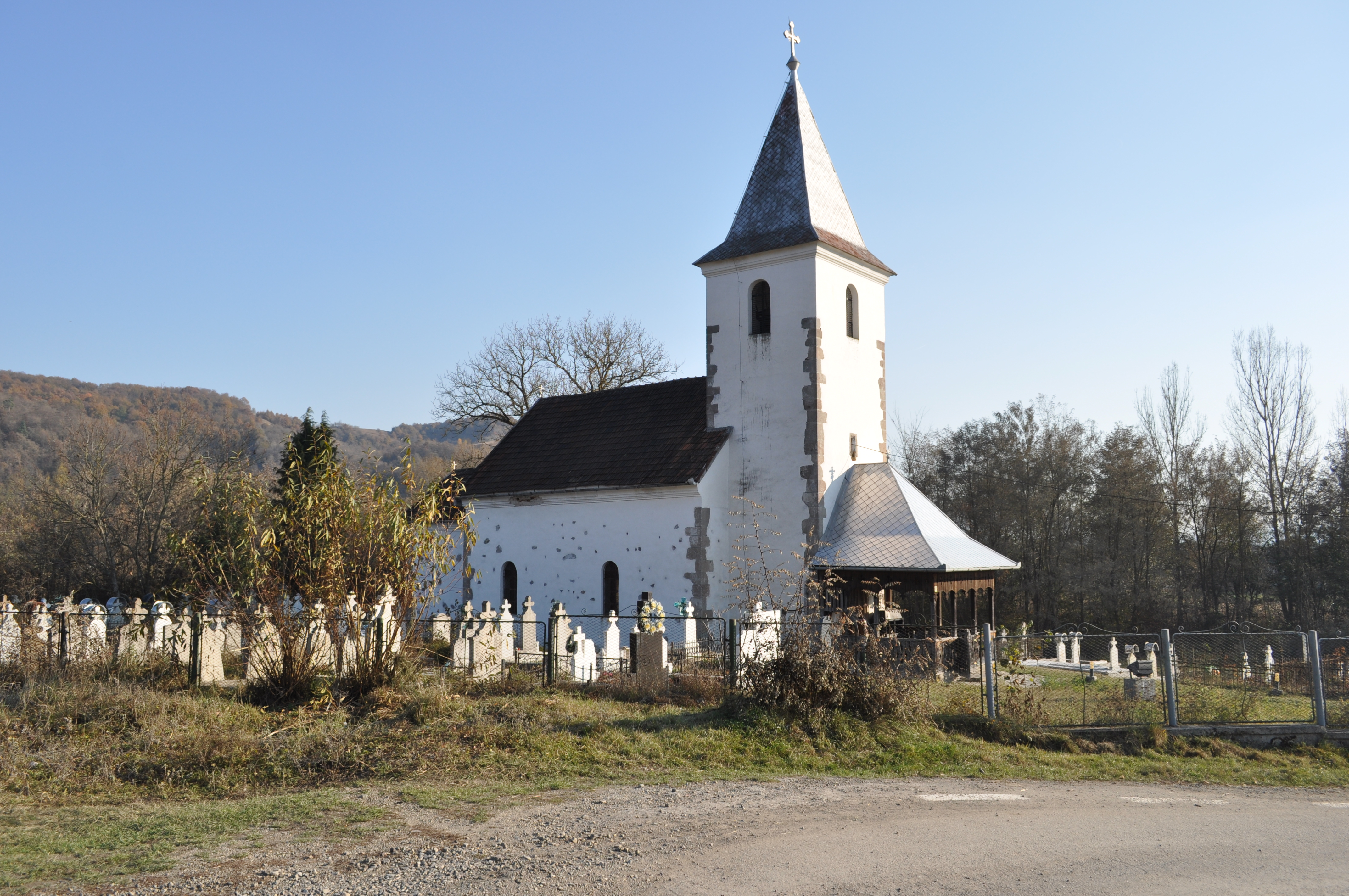
Biserica „Sfântul Ierarh Nicolae" din Ribița (monument istoric)
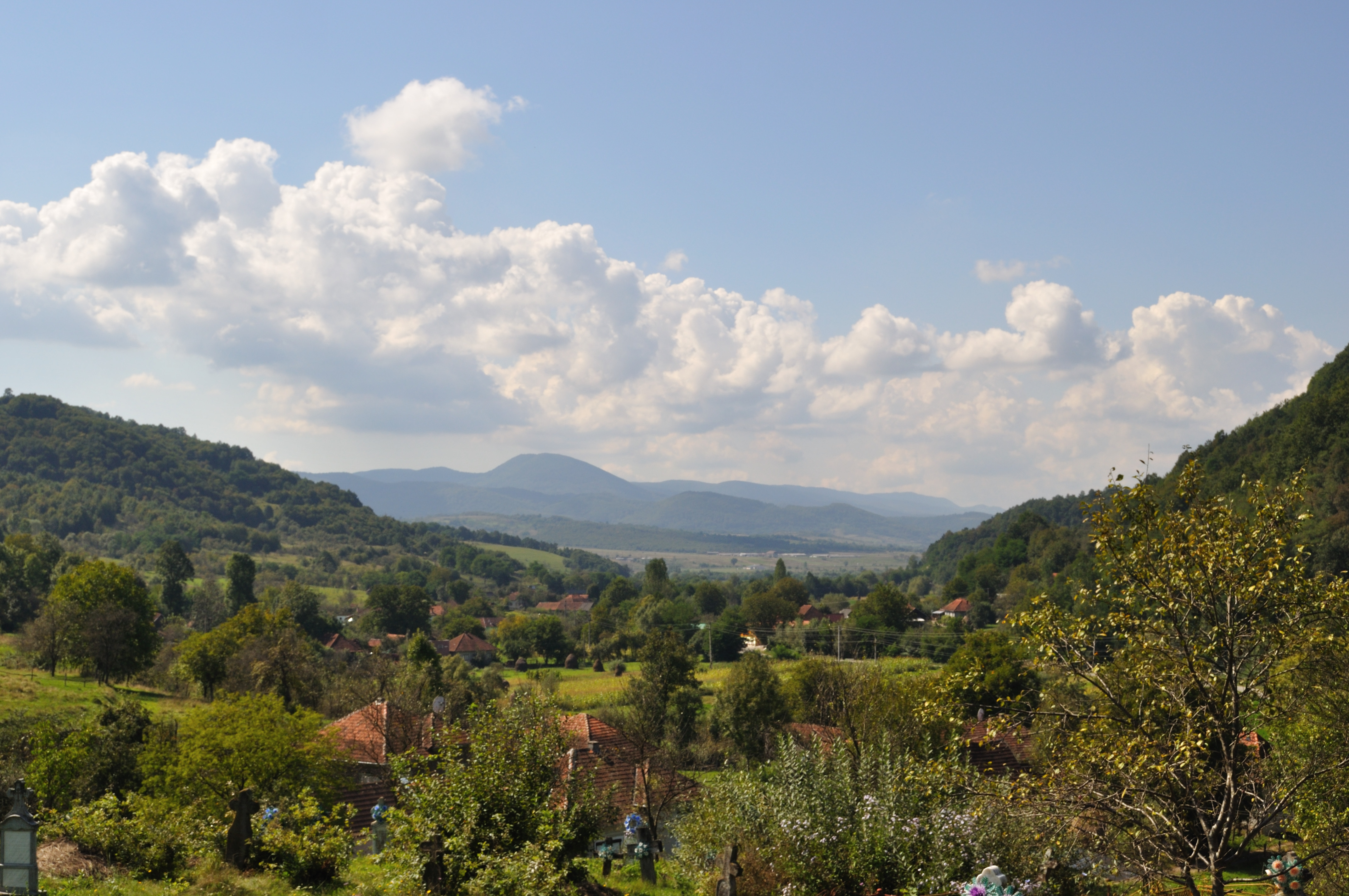
Satul Crișan
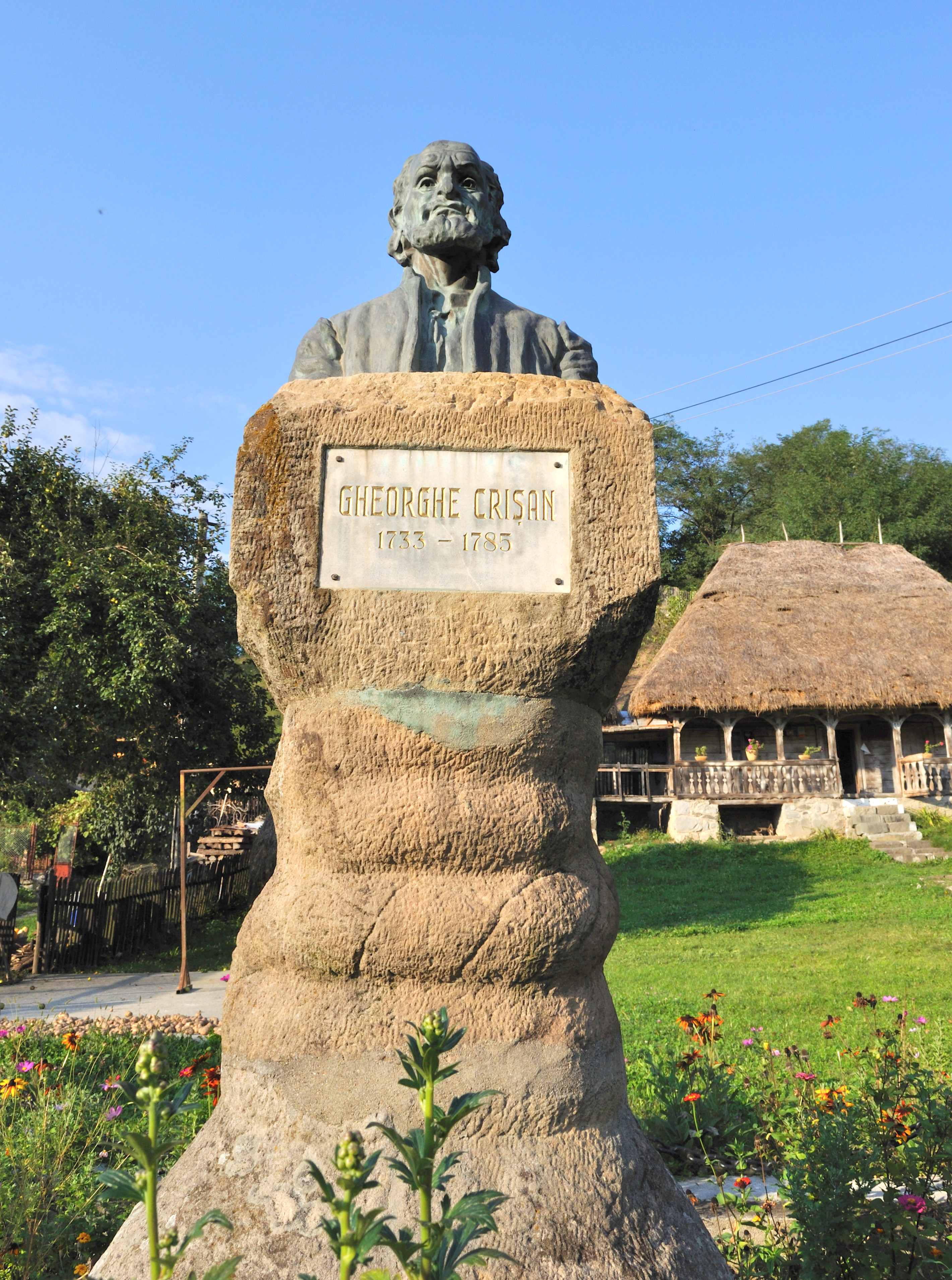
Bustul lui Crişan (monument istoric)
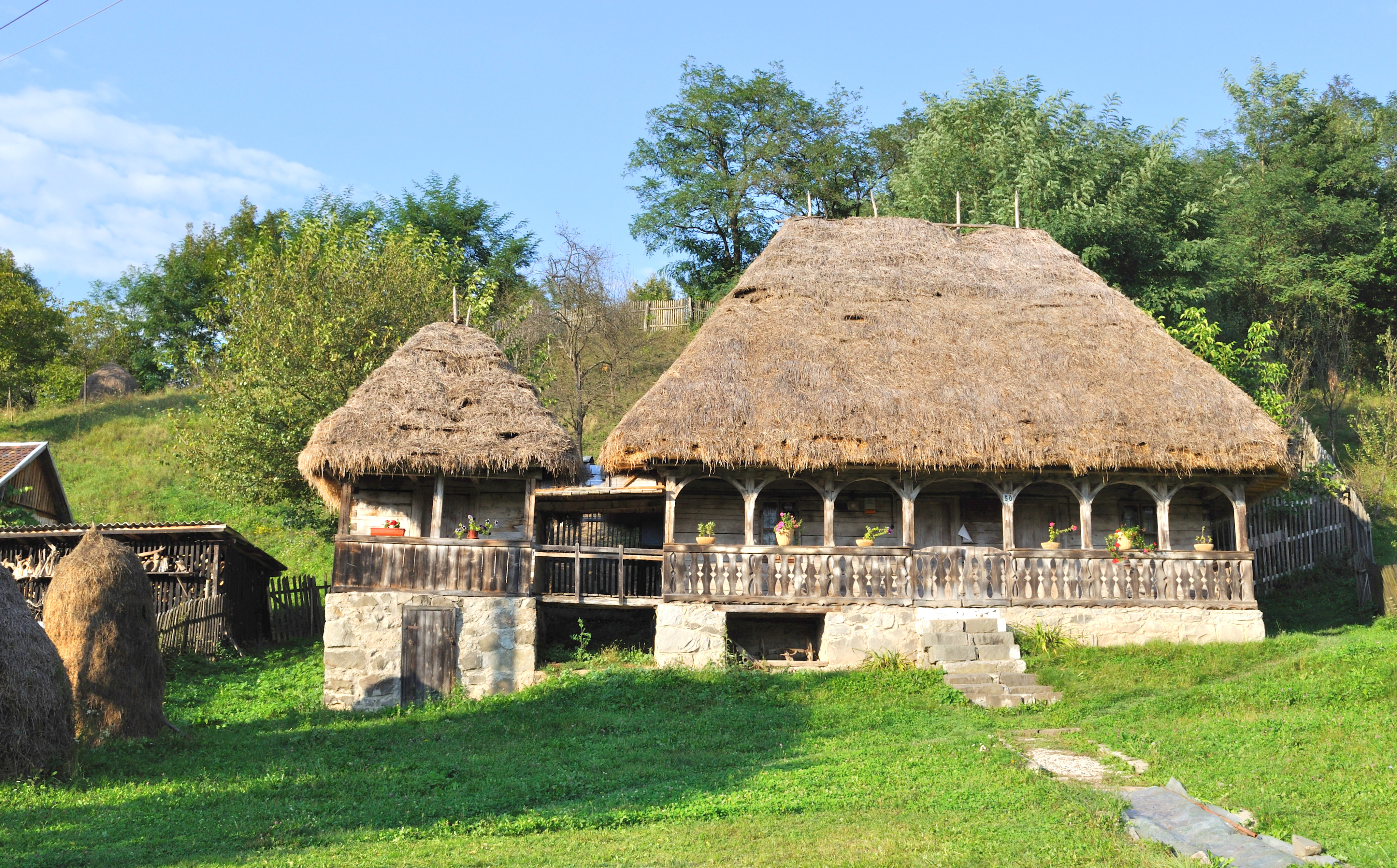
Casa natală Crişan
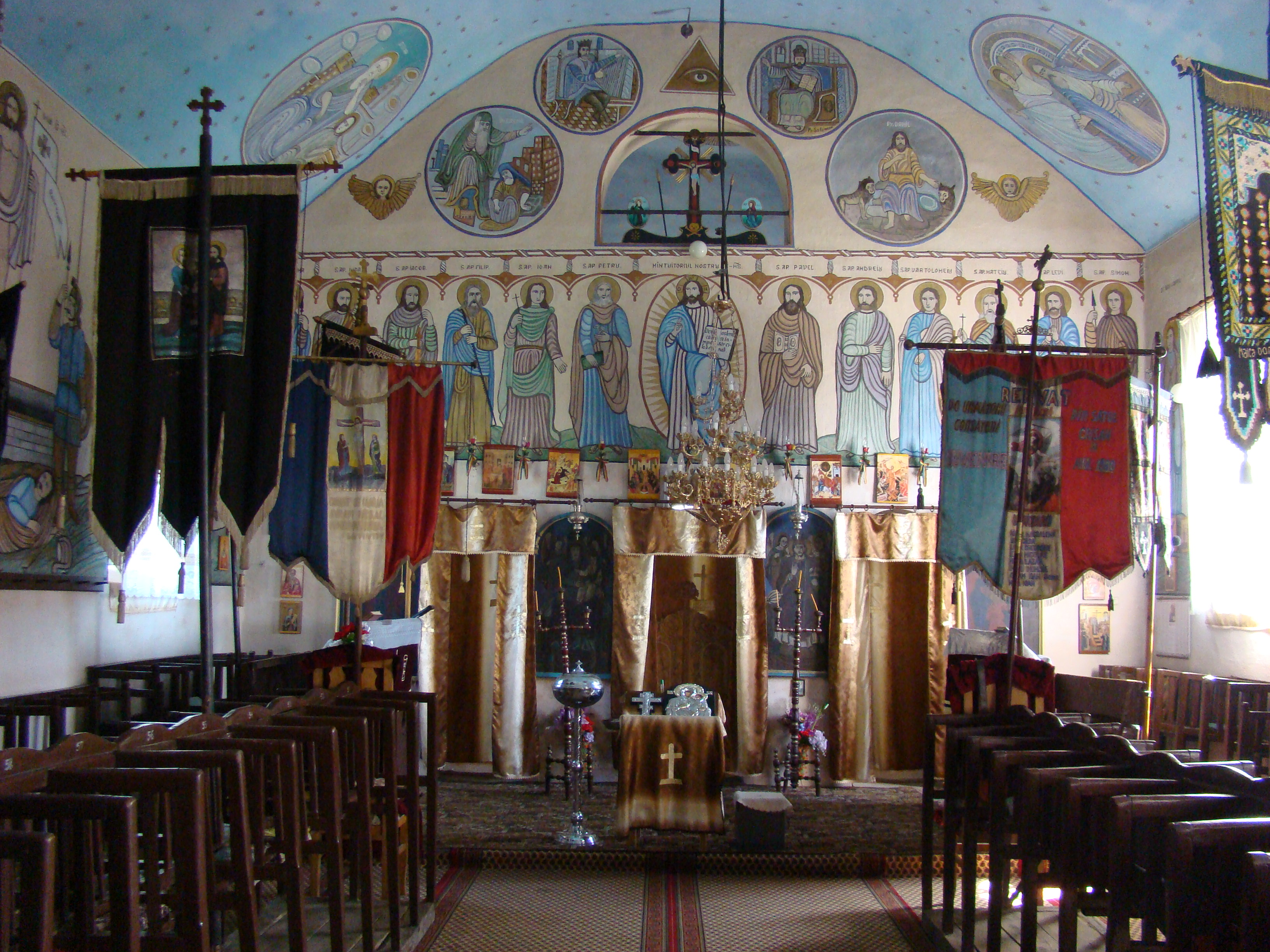
Biserica „Adormirea Maicii Domnului” din Crișan
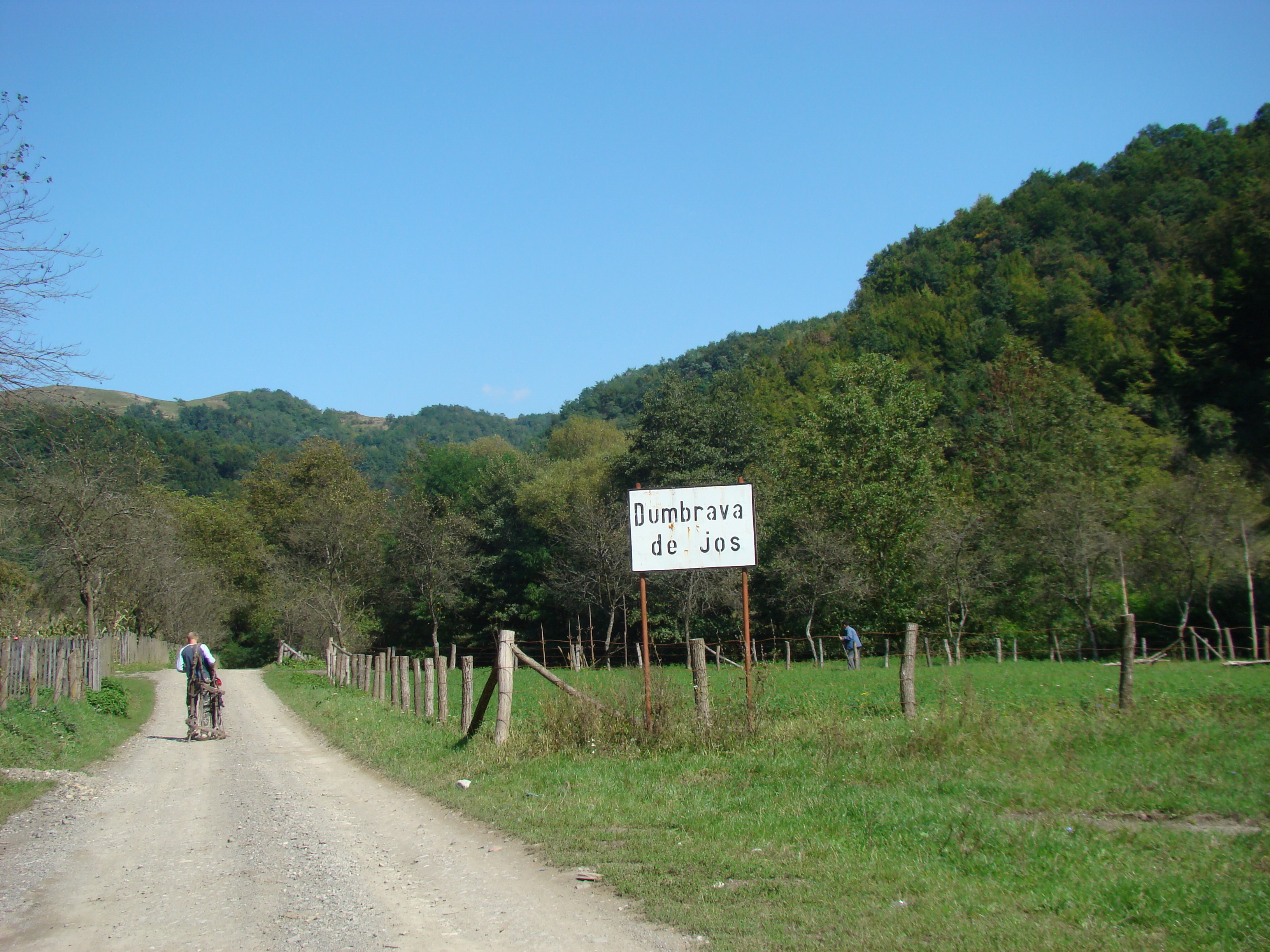
Intrarea în satul Dumbrava de Jos
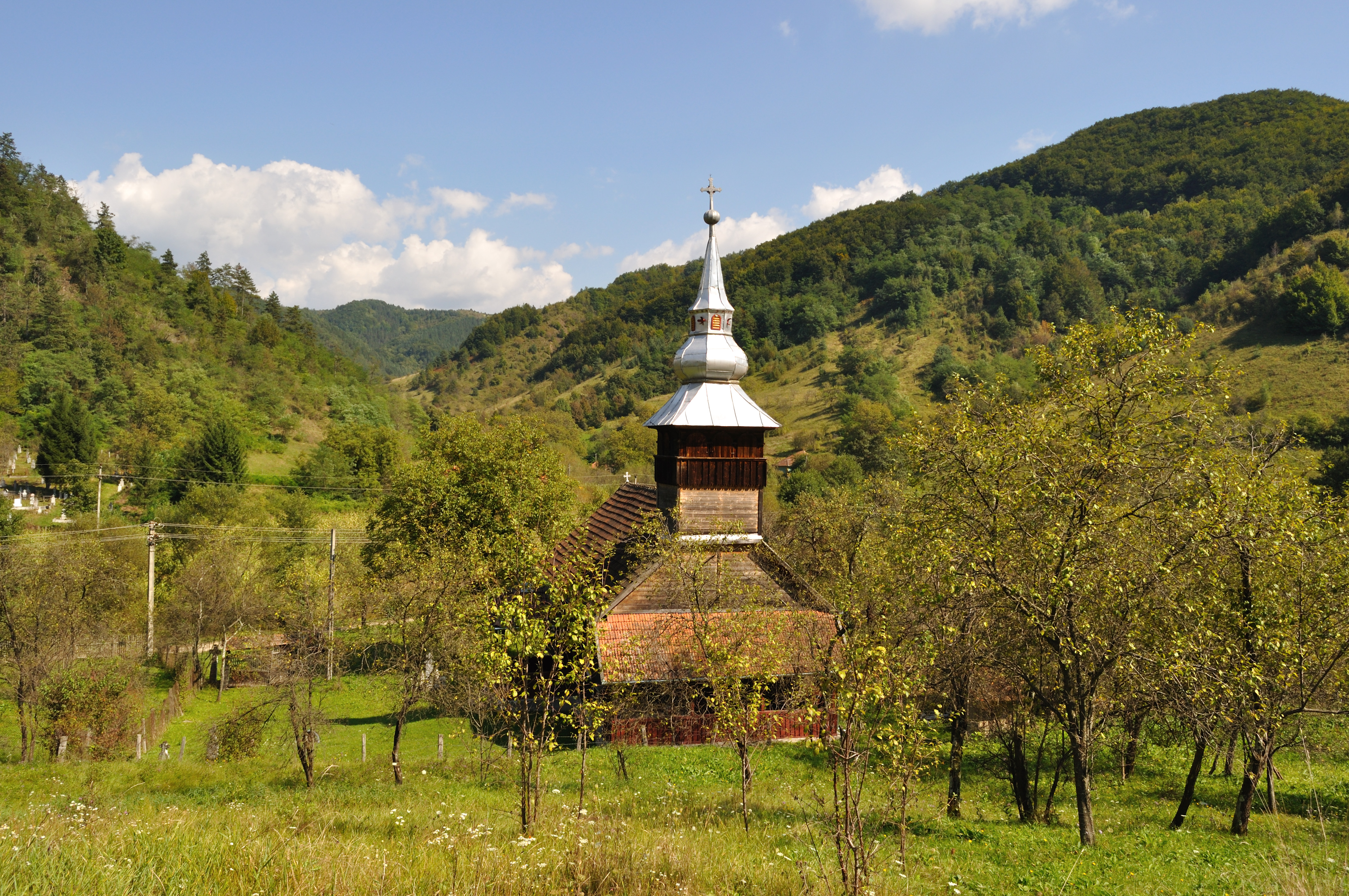
Biserica de lemn „Adormirea Maicii Domnului” din Dumbrava de Jos (monument istoric)
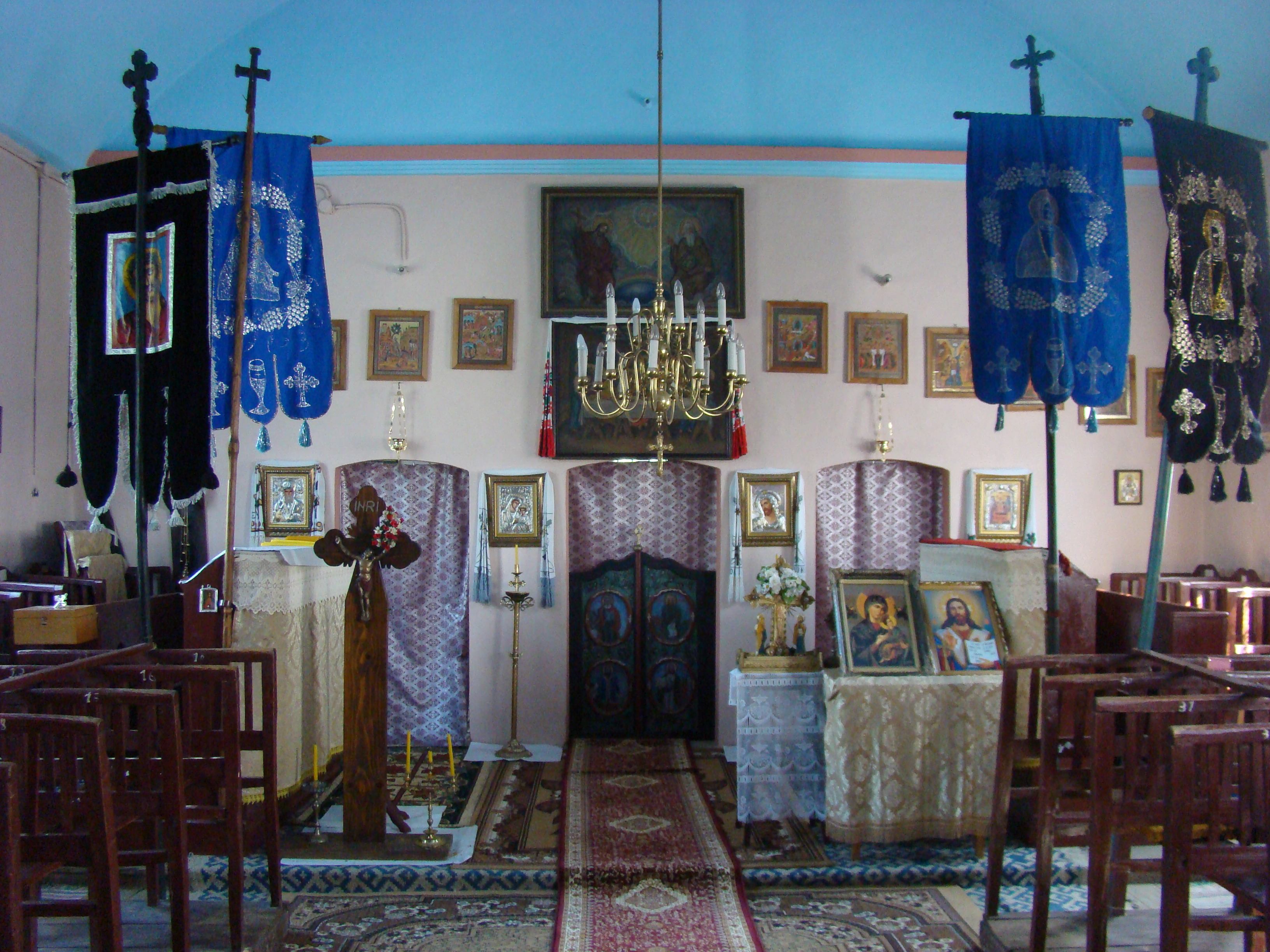
Biserica de lemn „Adormirea Maicii Domnului” din Dumbrava de Jos (interiorul)
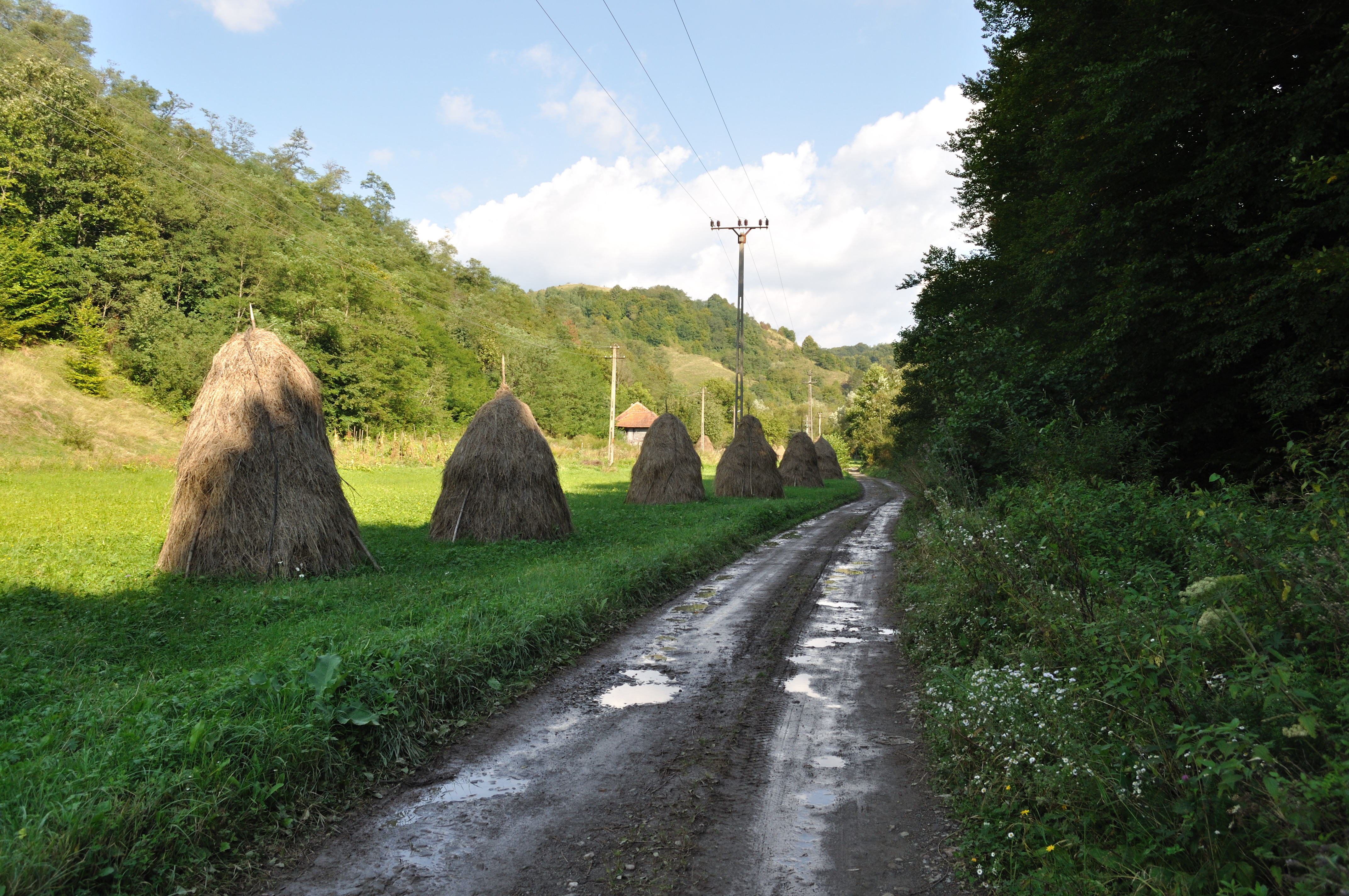
Drumul forestier spre Dumbrava de Sus
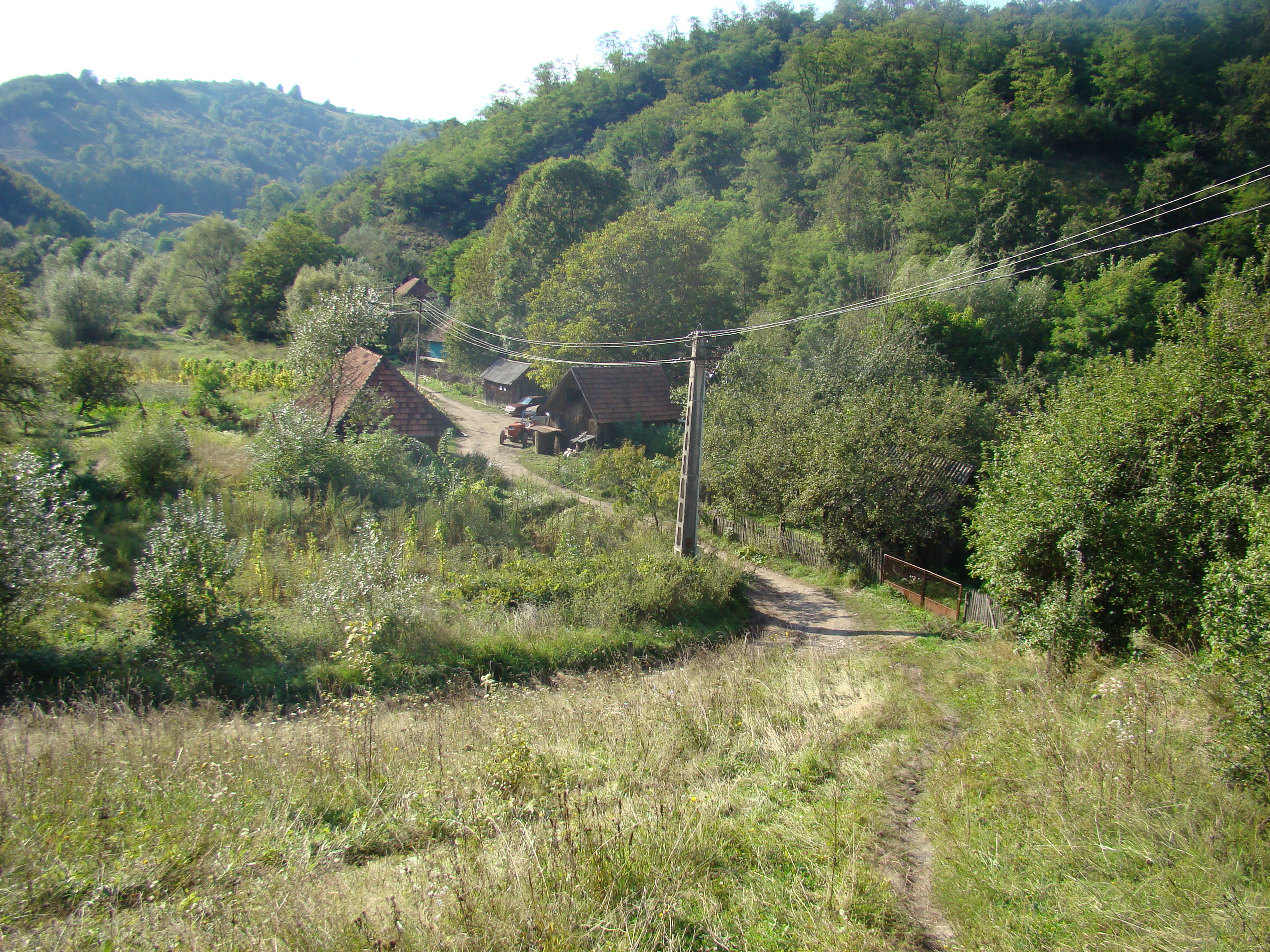
Dumbrava de Sus
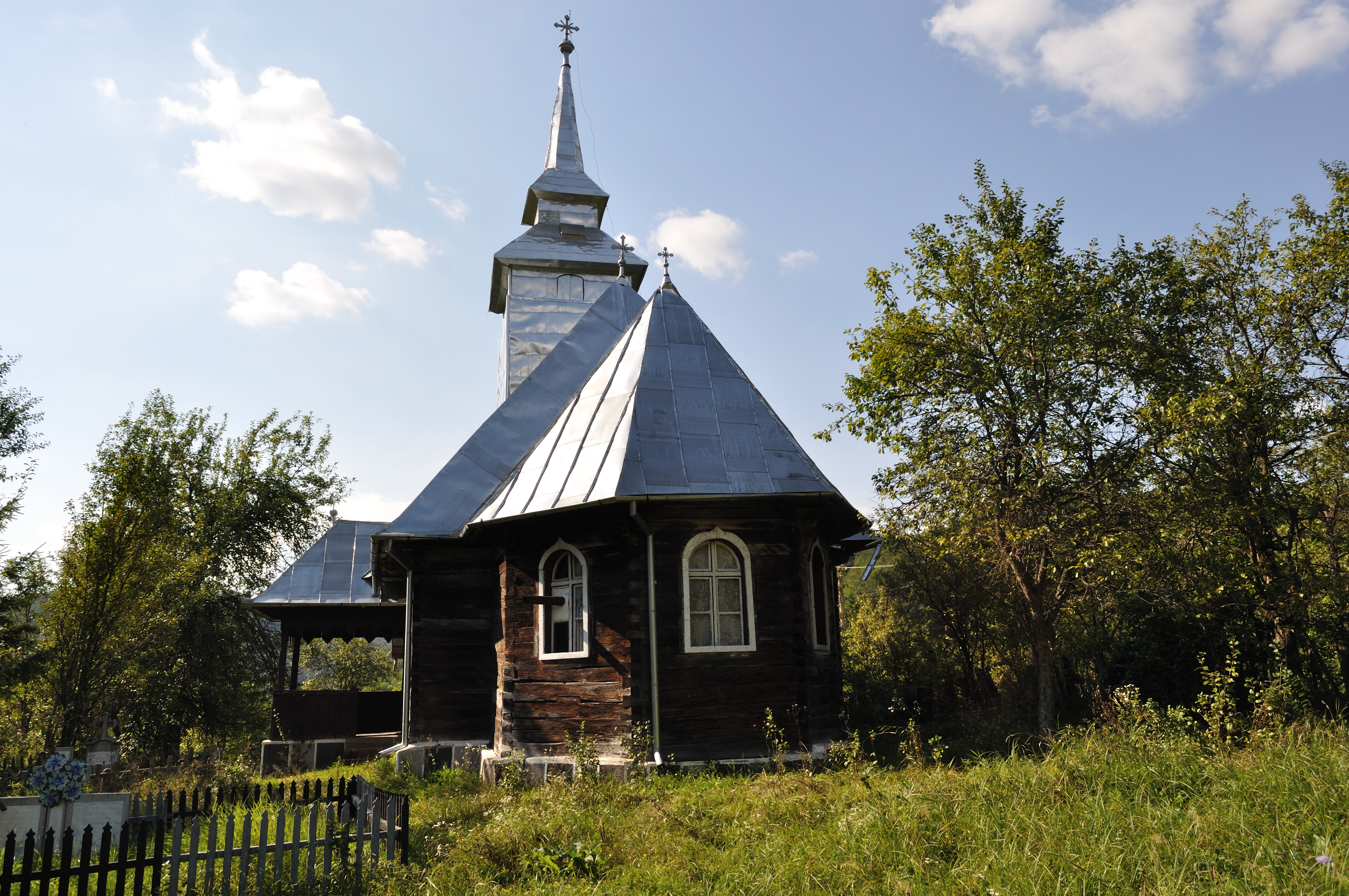
Biserica de lemn „Nașterea Domnului” din Dumbrava de Sus (monument istoric)
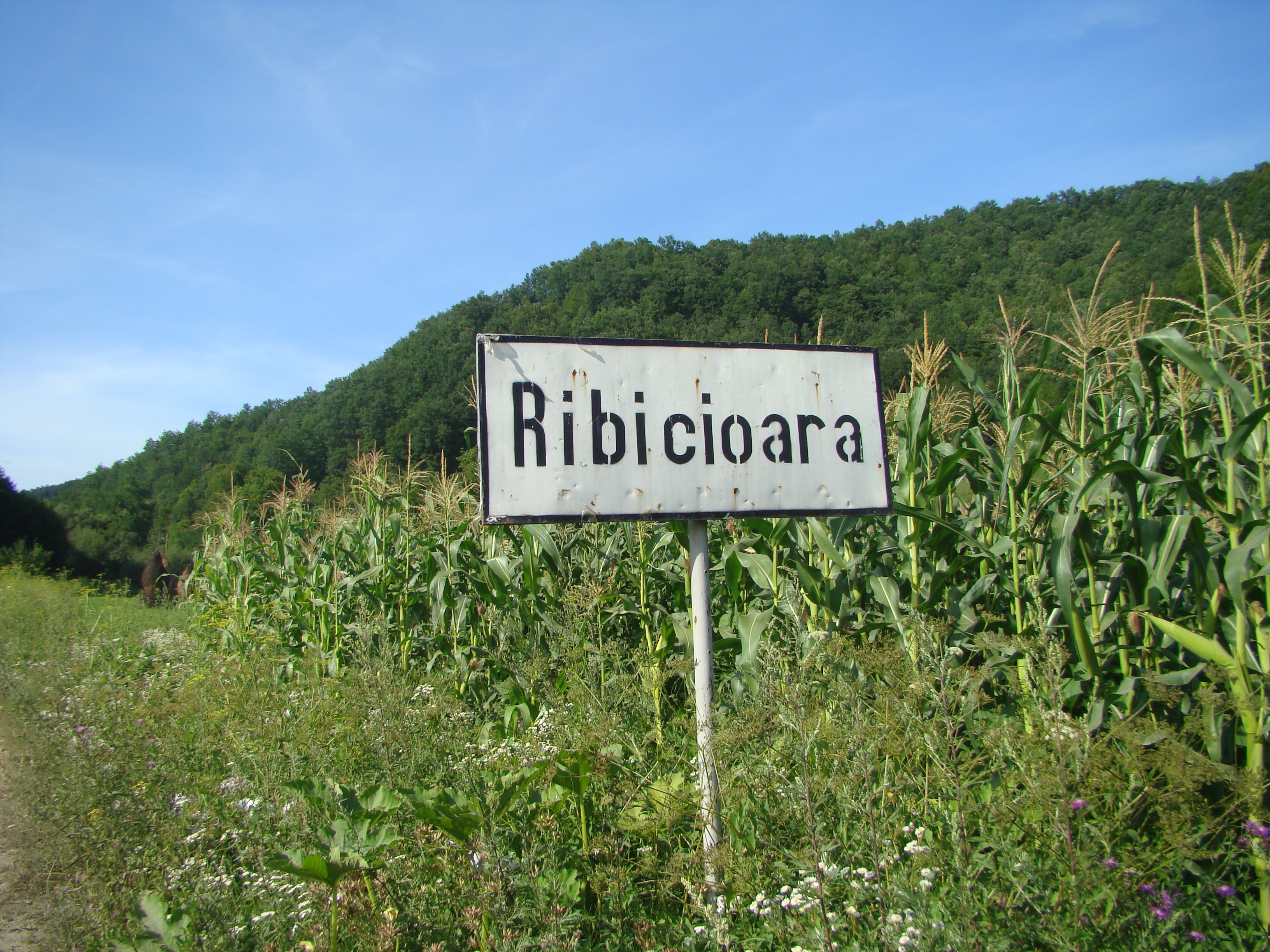
Intrarea în satul Ribicioara
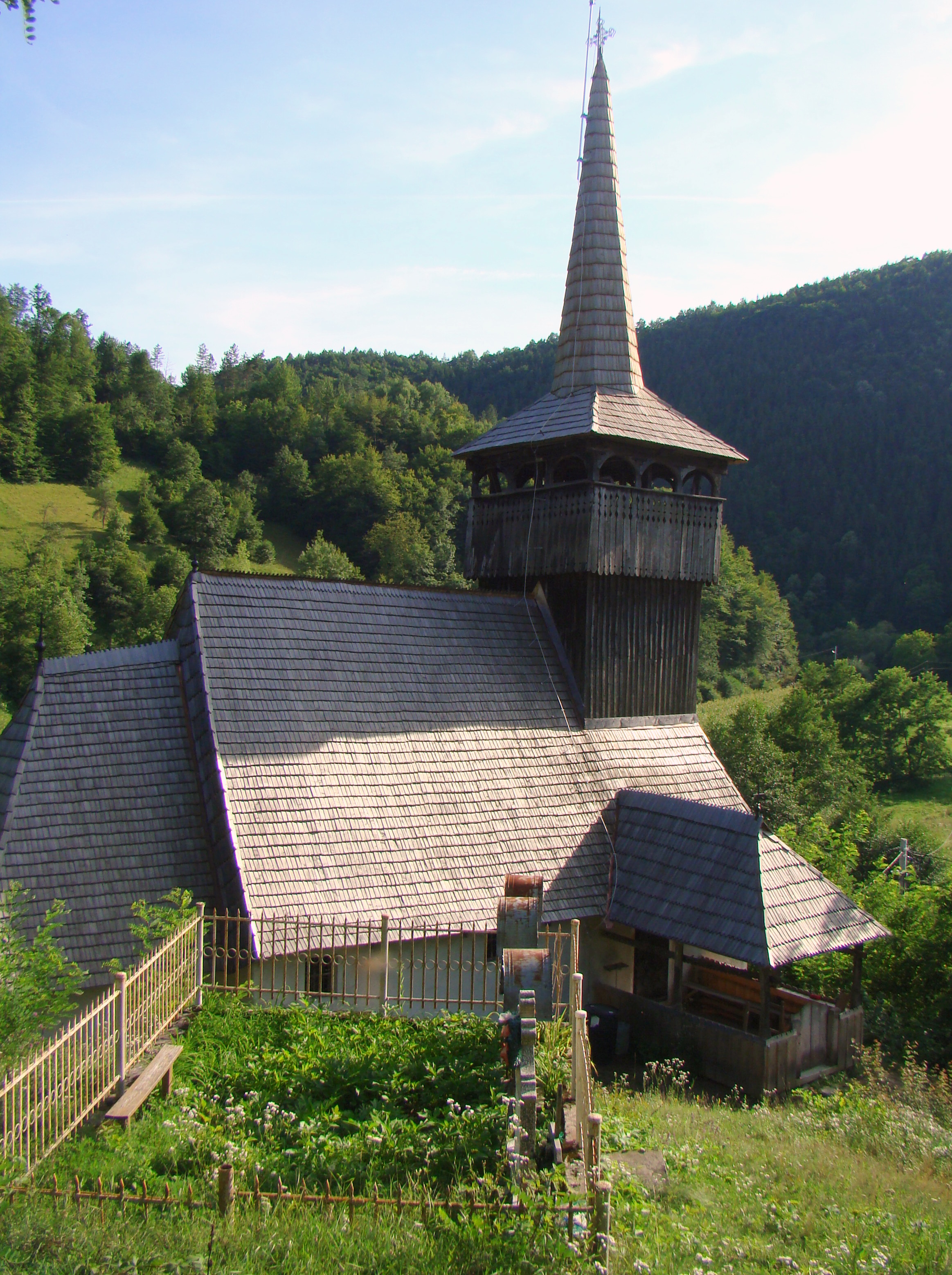
Biserica de lemn „Cuvioasa Paraschiva” din Ribicioara (monument istoric)